# Akheem Gauntlett
Akheem Gauntlett (* 26. August 1990) ist ein ehemaliger jamaikanischer Sprinter, der sich auf den 400-Meter-Lauf spezialisiert hat. Mit der jamaikanischen 4-mal-400-Meter-Staffel gewann er 2014 die Bronzemedaille bei den Hallenweltmeisterschaften in Sopot.

## Sportliche Laufbahn
Erste internationale Erfahrungen sammelte Akheem Gauntlett, der ein Studium an der University of Arkansas in den Vereinigten Staaten absolvierte, bei den U23-NACAC-Meisterschaften 2012 in Irapuato, bei denen er in 46,95 s den sechsten Platz im 400-Meter-Lauf belegte. Zudem gewann er mit der jamaikanischen 4-mal-100-Meter-Staffel in 39,67 s die Bronzemedaille hinter den Teams aus den Vereinigten Staaten und den Bahamas. 2012 und 2013 wurde er NCAA-Hallenmeister in der 4-mal-400-Meter-Staffel und 2013 belegte er bei den Zentralamerika- und Karibikmeisterschaften in Morelia in 51,16 s den sechsten Platz über 400 Meter. Im Jahr darauf schied er bei den Hallenweltmeisterschaften in Sopot mit 47,13 s im Halbfinale über 400 Meter aus und gewann mit der Staffel in 3:03,69 min gemeinsam mit Errol Nolan, Allodin Fothergill und Edino Steele die Bronzemedaille hinter den Teams aus den Vereinigten Staaten und dem Vereinigten Königreich. Im Juli schied er bei den Commonwealth Games in Glasgow mit 46,16 s im Semifinale über 400 Meter aus und belegte im Staffelbewerb in 3:02,17 min den vierten Platz. 2016 bestritt er seine letzte Wettkampfsaison und beendete daraufhin seine aktive sportliche Karriere im Alter von 26 Jahren.
2014 wurde Gauntlett jamaikanischer Meister im 400-Meter-Lauf.

## Persönliche Bestzeiten
- 200 Meter: 20,77 s (+1,9 m/s), 15. Mai 2010 in Orlando
  - 200 Meter (Halle): 20,99 s, 25. Februar 2012 in Birmingham
- 400 Meter: 45,25 s, 1. Juli 2012 in Kingston
  - 400 Meter (Halle): 45,72 s, 8. März 2013 in Fayetteville